# L401 Jurij Olefirenko
Az L401 Jurij Olefirenko (ukránul: Юрій Олефіренко) az Ukrán Haditengerészet 773-as tervszámú közepes partraszállító hajója. 1994-ig SZDK–137, 1994–2018 között U401 volt a hadrendi jelzése, 1994-től 2018-ig Kirovohrad volt a neve. A hajó 2018-tól a kelet-ukrajnai háborúban elesett Jurij Olefirenko nevét viseli. Honi kikötője az ocsakivi haditengerészeti bázis. A hajó hasznos terhelése 250 tonna (6 harckocsi vagy 200 fő), a deszanttér mérete 53,3×6,7×3,6 m.

## Története
A 770-es típuscsaládba tartozó 773-as típusú (NATO-kódja:  Polnocny-C) partraszállító hajót 1970-ben építette a gdański Északi Hajógyár (Stocznia Północna) a Szovjet Haditengerészet számára. 1970. december 31-én bocsátották vízre, majd 1971. május 31-én SZDK–137 hadrendi jelzéssel állították szolgálatba a Fekete-tengeri Flottánál, ahol a 39. deszanthajó-hadosztályba osztották be. A hajó a szovjet időszakban a Donuzlav-tavon a Krími Haditengerészeti Bázison állomásozott.
A hajó 1973-ban a jóm kippuri háború idején a Földközi-tengerre vezényelt szovjet haditengerészeti kötelék tagja volt. A bevetés során a hajó egyik 30 mm-es légvédelmi gépágyújával lelőttek egy izraeli F–4-es vadászrepülőgépet.
A hajót a szovjet Fekete-tengeri Flotta 1994-es felosztásakor Ukrajna kapta meg. Ekkor Kirovohrad (2016-tól Kropivnickij) város nevét vette fel, majd 1996-ban az U401 hadrendi jelzést kapta.1996. január 10-én állították szolgálatba az Ukrán Haditengerészetnél.
Az Ukrán Haditengerészet kötelékében több nemzetközi tengeri hadgyakorlaton vett részt. A Krím orosz megszállása idején, 2014. március 6-án öt másik ukrán hajóval együtt a Donuzlav-tavon orosz blokád alá került. 2021. március 21-én az orosz megszálló erők ultimátumának lejártakor az ukrán személyzet elhagyta a hajót, amely ezután orosz ellenőrzés alá került. Több más egységgel együtt Oroszország 2021. április 19-én visszaadta Ukrajnának a hajót, amely ezután Odesszába távozott. 2016. július 13-án, miután az ukrán dekommunizációs törvény alapján a hajó addigi névadó városát, a Szergej Kirov bolsevik forradalmárról elnevezett Kirovohradot átnevezték Kropivnickijre, a hajó is új nevet kapott. A névadó a kelet-ukrajnai háborúban Mariupol védelménél 2015 januárjában elesett Jurij Olefirenko, az ocsakivi 73. különleges haditengerészeti műveleti központ egykori parancsnoka lett.
2019. augusztus 17-től a Mikolajivi Hajógyárban tartózkodott nagyjavításon. A javítás után 2020. november 30-án tért vissza az aktív szolgálatba.